# ベニー・ペレド
ベニー・ペレド(ヘブライ語: בני פלד、1928年 - 2002年7月13日)は、イスラエルの軍人。最終階級は航空宇宙軍少将。第四次中東戦争やエンテベ空港奇襲作戦の指揮を執ったことで知られる。

## 経歴
1928年、イギリス委任統治領パレスチナ・テルアビブに生まれる。ペレドは当初、イスラエル航空宇宙軍(以下IAF)の整備士だった。第一次中東戦争が勃発すると、彼はイスラエルに分解された状態で届いていたアヴィア S-199を組み立て、戦争に投入した。この結果イスラエルは勝利し、彼も本格的に空軍パイロットとしての道を歩み始めた。
戦後、ペレドはIAFにおけるジェット機世代の草分け的存在となった。彼はグロスター ミーティアやウーラガン、ミステールなどのジェット戦闘機の指揮を執った。1955年にウーラガンを運用する第113飛行隊が編成された際、ペレドは飛行隊長に任命された。第二次中東戦争ではミステールに搭乗して出撃したが、エジプトの対空砲火により撃墜されている。そのため彼はイスラエルで初めて射出座席を使用したパイロットとなった。この後しばらくしてIAFのパイパー カブに救助されている。第三次中東戦争では専ら地上指揮に徹した。
1973年、彼が45歳の時にIAFの最高司令官に就任した。
1976年7月3日のエンテベ空港奇襲作戦では優秀な指揮を執り、人質の救出に成功している。この時の活躍は、この作戦を題材にした特攻サンダーボルト作戦やサンダーボルト救出作戦などの映像作品で描かれている。
IAF退役後、1978年から1985年までエルビット・システムズの社長に就任した。
また、長男のヨラム・ペレドもIAFのパイロットとなっており、1973年の独立記念日には父であるベニー・ペレドと息子のヨラム・ペレドが式典で共に展示飛行を行っている。ヨラム・ペレドはまた、第133飛行隊でF-15に搭乗し、1979年から1982年にかけて5機 (および未公認2機) を撃墜したエース・パイロットである。